# Reviderat ordspråk
Reviderat ordspråk är inom retorik en stilfigur där man förvränger ett etablerat ordspråk genom att ge det en ny innebörd samtidigt som man behåller det ursprungliga ordspråkets grundform. Reviderade ordspråk används ofta som effektfulla och humoristiska stilfigurer i tidningsrubriker, tal och titlar. 

## Definition
Det finns ingen tydlig eller allmängiltig regel för exakt hur man ändrar i ett ordspråk för ett det ska bli ett ”reviderat” ordspråk. Det viktigaste är att publiken känner igen det ursprungliga ordspråket bakom den nya varianten.

## Exempel
Några exempel på kända reviderade ordspråk är: 
- Tala är guld. (Tala är silver, tiga är guld)
- Rika barn leka bäst. (Lika barn leka bäst)
- Den som väntar på något gott, den väntar. (Den som väntar på något gott väntar aldrig för länge)
- Snälla flickor kommer till himlen, stygga flickor kommer hur långt som helst. (Snälla flickor kommer till himlen)

## Refaat El-Sayed
Affärsmannen Refaat El-Sayed blev under sina år i offentligheten berömd för sin flitiga användning av reviderade ordspråk. Det är inte belagt om de var medvetet konstruerade i syfte att väcka sympati eller omedvetna felsägningar till följd av att han fått lära sig svenska som vuxen. Till hans mest kända reviderade ordspråk hör: 
- Man gör två flugor på smällen. (Man slår två flugor i en smäll)
- Här ligger en gravad hund. (Här ligger en hund begraven)
- Vi simmar alla i samma båt. (Vi sitter alla i samma båt)
- När katten tappar mössan dansar råttorna på bordet. (När katten är borta dansar råttorna på bordet)

## I populärkulturen
Titeln i Ian Flemings tolfte roman om agent 007, You Only Live Twice (svensk övers.  Man lever bara två gånger) från 1964, är en variation på talesättet man lever bara en gång.